# Madhuca kingiana
Madhuca kingiana là một loài thực vật có hoa trong họ Hồng xiêm. Loài này được (Brace ex King & Gamble) H.J.Lam mô tả khoa học đầu tiên năm 1925.